# Danny van Poppel
Danny van Poppel (Utrecht, 26 de julho de 1993) é um ciclista profissional holandês. Atualmente, compete para a equipe Team Sky.